# Hyponerita amelia
Hyponerita amelia es una polilla de la subfamilia Arctiinae. Fue descrita por William Schaus en 1911. Se encuentra en Costa Rica.